# Промяна на парадигмата
Промяна на парадигмата (на английски: paradigm shift) е термин, използван от Томас Кун в неговата влиятелна книга Структура на научните революции (1962), за да опише промяната в основните предположения вътре в една управляваща теория на науката. Той е в контраст с неговата идея за нормална наука.
Томас Кун твърди, че социокултурният опит на учените повлява за промяната на парадигмата, когато тя се случва. . Според Кун, в развитието си науките следват следния цикъл :
- Нормална наука – всяко ново откритие се обяснява от позицията на приетата вече парадигма.
- Екстраординерна наука – криза в науката. Появяват се упорити аномалии, т.е. факти, явления, които устояват на опитите да бъдат усвоени от установената парадигма.

Когато достатъчно значими аномалии се появяват срещу една настояща парадигма и научната дисциплина е захвърлена в ситуация, положение на криза. Именно увеличаването на количеството аномалии води до поява на алтернативна теория – по време на кризата нови идеи, вероятно предходно отхвърляни биват тествани. Евентуално се формира нова парадигма, която печели своите нови последователи и интелектуалната „битка“ заема място между последователите на новата парадигма и поддръжниците на старата парадигма. В този момент в науката съжителстват несъвместими школи. Отново, за физиката от началото на 20 век преходът между максуеловия електромагнетичен светоглед и айнщайновия релативистичен светоглед не е нито незабавен, нито спокоен, и вместо това въвлича проточени поредици от атаки, едновременно с емпирични данни, както и реторични и философски аргументи и от двете страни.
- Научна революция – налага се нова парадигма.